# 平靜橙蝦蛄
平靜橙蝦蛄（学名：Faughnia serenei）为仿蝦蛄科橙蝦蛄屬下的一个种。